# Antidata
Antidata est une maison d'édition française créée en 2004, spécialisée dans la forme courte (nouvelles).

## Histoire
Antidata est une maison d'édition française créée en 2004  par Jean-Claude Lalumière, Romain Protat et Olivier Salaün, spécialisée dans la forme courte (nouvelles et autres textes courts). Elle est issue de la revue électronique  du même nom qui a existé de 1997 à 2007.  
Elle publie des recueils collectifs (douze à fin 2016) et des recueils individuels d'auteur (quatorze à fin 2016).  
Son rythme de publication est de 5 titres par an en moyenne, avec des tirages initiaux, jusqu'en 2006, de 300 exemplaires pour les recueils collectifs et de 500 exemplaires pour les recueils individuels.  
Elle est dirigée aujourd'hui par Gilles Marchand et Olivier Salaün. 
Parmi les auteurs ayant publié pour cette maison, en recueil collectif ou individuel, on note Cécile Coulon, Christophe Ernault aussi connu sous le nom d'Alister, Philippe Di Folco, Matthieu Jung, Jean-Claude Lalumière, Maud Tabachnik, Jean-Luc Manet, Stéphane Le Carre, Emmanuelle Urien, Marc Villemain, Bertrand Redonnet ...

## Publications

### Ouvrages individuels
- Christophe Ernault, Playlist, 2005 - rééd. 2013
- Olivier Salaün, Il y a un trou dans votre CV, illus. Philippe Bernard, 2006
- Christophe Merit, Échappées belles, 2008
- Malvina Majoux, Des hippocampes dans l'hémicycle, illus. Serguej Kljajic, 2009
- Olivier Salaün, M, la conscience féline malheureuse, illus. Aurélie Lachèvre, 2010
- Gilles Marchand, Dans l'attente d'une réponse favorable, illus. Philippe Bernard, 2010
- Bertrand Redonnet, Le Théâtre des choses, 2011
- Romain Protat, Cosmic jobs, illus. Emmanuel Gross, 2012
- Stéphane Monnot, Noche triste, 2012
- Jean-Luc Manet, Haine 7, illus. Emmanuel Gross, 2012
- Stéphane Le Carre, À pleines dents la poussière, 2014
- Olivier Bordaçarre, Protégeons les hérissons, 2014
- Laurent Banitz, Au-delà des halos, 2015
- Fabien Maréchal, Dernier avis avant démolition, 2016
- Hervé Mestron, Cendres de Marbella, 2017
- Benjamin Planchon, Capsules, 2018
- Jean-Luc Manet, Aux fils du calvaire, 2018
- Laurence Albert, Nous sommes de grands chiens bleus, 2018
- Éric Bohème, Le Monico, 2019
- Hervé Mestron, Gardien du temple, 2019
- Juan Milhau-Blay, En marge, 2020
- Karl Nouail, Votre session va bientôt expirer, 2020
- Cassiopée Brûlart, La Caisse, suivie de Journal d'une nécrosée, 2024
- Gaëlle Heureux, Les nuits d'argile, 2025

### Ouvrages collectifs
- L'Enfer me ment, collectif, 2004
  - 10 nouvelles noires de : Eliane K. Arav, Rodolphe Bléger, Dominique Boeno, Olivier Déhenne, Jean-Claude Lalumière, Léo Lamarche, Christophe Merit, Romain Protat, Olivier Salaün et Maud Tabachnik.
- Morphéïne, collectif, 2005
  - 5 nouvelles sur le sommeil de : Alain Dartevelle, Olivier Martinelli, Thomas Marzat, Christophe Merit et Romain Protat.
- Short Satori, collectif, 2007
  - 14 nouvelles sur l'éveil de : Dominique Boeno, Alain Dartevelle, Philippe Di Folco, Pierre Ho-Schmitt, Matthieu Jung, Jean-Claude Lalumière, Olivier Martinelli, Christophe Merit, Benjamin Peurey, Martin Porato, Romain Protat, Olivier Salaün, Emmanuelle Urien et Marc Villemain.
- CapharnaHome, collectif, 2010
  - 10 nouvelles sur la maison de : Michel Besnier, Isabelle Doleviczenyi, Christophe Esnault, Malvina Majoux, Gilles Marchand, Charlotte Monégier, Benjamin Peurey, Bertrand Redonnet, Olivier Salaün et Roland Thévenet.
- Douze cordes, collectif, 2010
  - 12 nouvelles musicales de : Cécile Coulon, Amandine Bellet, Christophe Despaux, Scarlett Alainguillaume, Bertrand Redonnet, Ludmila Safyane, Gilles Marchand, Olivier Salaün, Malvina Majoux, Christophe Ségas, Charlotte Monégier et François Martinache.
- Au coin de la rue, collectif, 2010
  - 3 nouvelles de la rencontre de : Anna da Silva, Pauline-Gaïa Laburte et Yann Bloyet.
- Tapage nocturne, collectif, 2011
  - 15 nouvelles sur la nuit de : Tatiana Arfel, Cécile Coulon, Christophe Despaux, Sébastien Gendron, Jean-Claude Lalumière, Malvina Majoux, Gilles Marchand, François Martinache, Olivier Martinelli, Stéphane Monnot, Olivier Salaün, Anne Savelli, Christophe Ségas, Vincent Séguret et Jean-Baptiste Seigneurie.
- Temps additionnel, collectif, 2012
  - 12 nouvelles de football de : Jérôme Lafargue, Murielle Renault, Olivier Martinelli, Sophie Adriansen, Laurent Banitz, Gilda Fiermonte, Gilles Marchand, Jean-Baptiste Desaize, Stéphane Monnot, Olivier Salaün, Jérôme Attal et Malvina Majoux.
- Version originale, collectif, 2013
  - 12 nouvelles sur le cinéma de : Éric Pessan, Laurent Banitz, Malvina Majoux, Stéphane Monnot, Pascal Pratz, Christophe Ségas, Ludmila Safyane, Gilles Marchand, Karine Médrano, Jean-François Dormois, Stéphane Le Carre et Murielle Renault.
- Jusqu'ici tout va bien, collectif, 2013[4]
  - 12 nouvelles sur la phobie de : Sébastien Gendron, Stéphane Monnot, Olivier Boile, Christophe Ségas, Ludmila Safyane, Laurent Banitz, Frédérique Trigodet, Gilles Marchand, Bertrand Bonnet, X, Marie Lelièvre et Hélène Frank.
- Terminus, collectif, 2015
  - 11 nouvelles sur le dernier de : Laurent Banitz, Antoni Casas Ros, Guillaume Couty, Jean-David Herschel, Philippe Jaenada, Justine Karamidès, Jean-Luc Manet, Gilles Marchand, Stéphane Monnot, François Szabowski et Marie Van Moere.
- Parties communes, collectif, 2016
  - 12 nouvelles sur les voisins de : Laurent Banitz, Benoît Camus, Louise Caron, Guillaume Couty, Anne-Céline Dartevel, Jean-Claude Lalumière, Malvina Majoux, Gilles Marchand, Arnaud Modat, Pascale Pujol, Murielle Renault et Christophe Ségas.
- Petit ailleurs, collectif, 2017
  - 14 nouvelles sur la cabane de : Laurent Banitz, Benoît Camus, Guillaume Couty, Thierry Covolo, Antonin Crenn, Louise Fonte, Nicolas Houguet, Johanna Jossau, Gilles Marchand, Fabien Maréchal, Stéphane Monnot, Bruno Pochesci, Pascale Pujol et Christophe Ségas.
- Ressacs, collectif, 2019
  - 13 nouvelles sur la mer de : Laurent Banitz, Anthony Boulanger, Louise Caron, Guillaume Couty, Thierry Covolo, Antonin Crenn, Stan Cuesta, Hubert Delahaye, Agnès Mathieu-Daudé, Gilles Marchand, Benjamin Planchon, Bruno Pochesci et Olivier Rogez.